# Matthew Goode
Matthew William Goode (Exeter, 3 aprile 1978) è un attore britannico.

## Biografia
Goode è nato ad Exeter, Inghilterra, ed è il più giovane di cinque fratelli (ha un fratello, due fratellastri e una sorellastra dall'altro matrimonio di sua madre). È cresciuto nel villaggio di Clyst St. Mary, Devon, con un padre geologo e una madre infermiera che è stata anche una regista teatrale amatoriale. Goode ha studiato recitazione alla University of Birmingham e teatro classico alla Webber Douglas Academy of Dramatic Art di Londra.
Goode ha debuttato sul grande schermo nel 2002 con il film televisivo della ABC Confessions of an Ugly Stepsister. Nel 2004 prende parte a Amori in corsa, un film di Andy Cadiff, per il quale ha ricevuto una nomination ai Teen Choice Awards come Choice Breakout Movie Star - Male. Nel 2005 recita al fianco di Scarlett Johansson in Match Point di Woody Allen. È famoso pure per i suoi ruoli televisivi, ha interpretato la parte di Finn Polmar nella serie The Good Wife, inoltre recitò in alcuni episodi di Downton Abbey nella parte di Henry Talbot. Fa poi parte del cast di diversi film come Io e Beethoven di Agnieszka Holland, oppure Sguardo nel vuoto insieme a Joseph Gordon-Levitt.
Nel 2009 recita nella parte di Ozymandias nel film Watchmen, inoltre nel 2010 prende parte a Una proposta per dire sì e sempre nello stesso anno recita in L'ordine naturale dei sogni. Nel 2013 fa parte del cast del film di Amma Asante La ragazza del dipinto, mentre nel 2015 recita insieme a Ryan Reynolds in Self/less. Prende poi parte al film L'altra metà della storia, tratto dal romanzo di Julian Barnes Il senso di una fine.

## Vita privata
Goode ha una compagna, Sophie Dymoke. La loro relazione dura dal 2005 e si sono sposati nel 2014: i due sono genitori di tre bambini: Matilda Eve (2009), Teddie Eleanor Rose (2013) e Ralph (2015).

## Filmografia

### Cinema
- South from Granada (Al sur de Granada), regia di Fernando Colomo (2003)
- Amori in corsa (Chasing Liberty), regia di Andy Cadiff (2004)
- Match Point, regia di Woody Allen (2005)
- Imagine Me & You, regia di Ol Parker (2005)
- Io e Beethoven (Copying Beethoven), regia di Agnieszka Holland (2006)
- Sguardo nel vuoto (The Lookout), regia di Scott Frank (2007)
- Ritorno a Brideshead (Brideshead Revisited), regia di Julian Jarrold (2008)
- Watchmen, regia di Zack Snyder (2009)
- A Single Man, regia di Tom Ford (2009)
- Una proposta per dire sì (Leap Year), regia di Anand Tucker (2010)
- L'ordine naturale dei sogni (Cemetery Junction), regia di Ricky Gervais e Stephen Merchant (2010)
- Burning Man, regia di Jonathan Teplitzky (2011)
- Stoker, regia di Park Chan-wook (2013)
- La ragazza del dipinto (Belle), regia di Amma Asante (2013)
- The Imitation Game, regia di Morten Tyldum (2014)
- Self/less, regia di Tarsem Singh (2015)
- Pressure, regia di Ron Scalpello (2015)
- Allied - Un'ombra nascosta (Allied), regia di Robert Zemeckis (2016)
- L'altra metà della storia (The Sense of an Ending), regia di Ritesh Batra (2017)
- The Hatton Garden Job, regia di Ronnie Thompson (2017)
- Birthmarked - Genitori contro natura (Birthmarked), regia di Emanuel Hoss-Desmarais (2018)
- Il club del libro e della torta di bucce di patata di Guernsey (The Guernsey Literary and Potato Peel Pie Society), regia di Mike Newell (2018)
- Official Secrets - Segreto di stato (Official Secrets), regia di Gavin Hood (2019)
- Downton Abbey, regia di Michael Engler (2019)
- Il ritratto del duca (The Duke), regia di Roger Michell (2020)
- The King's Man - Le origini (The King's Man), regia di Matthew Vaughn (2021)
- The Colour Room, regia di Claire McCarthy (2021)
- Silent Night, regia di Camille Griffin (2021)
- The House, regia collettiva (2022)
- Medieval, regia di Petr Jákl (2022)
- Freud - L'ultima analisi (Freud's Last Session), regia di Matt Brown (2023)
- Abigail, regia di Matt Bettinelli-Olpin e Tyler Gillett (2024)

### Televisione
- Storia di una principessa (Confessions of an Ugly Stepsister), regia di Gavin Millar – film TV (2002)
- The Wonderful World of Disney – serie TV, episodio 8x44 (2002)
- Bounty Hamster – serie TV (2003)
- The Inspector Lynley Mysteries – serie TV, episodio 2x03 (2003)
- He Knew He Was Right – miniserie TV (2004)
- Miss Marple (Agatha Christie's Marple) – serie TV, episodio 1x04 (2005)
- Uno zoo in famiglia (My Family and Other Animals), regia di Sheree Folkson (2005) – film TV (2005)
- Birdsong – miniserie TV (2012)
- The Poison Tree – miniserie TV (2012)
- Dancing on the Edge – serie TV, 6 episodi (2013)
- I misteri di Pemberley (Death Comes to Pemberley) – miniserie TV (2013)
- Downton Abbey – serie TV, 7 episodi (2014-2015)
- The Good Wife – serie TV, 28 episodi (2014-2015)
- Radici (Roots) – miniserie TV (2016)
- Roadside Picnic – serie TV, episodio 1x1 (2017)
- The Crown – serie TV, episodi 2x4-2x7-2x10 (2017)
- Le due verità (Ordeal by Innocence) – miniserie TV (2018)
- A Discovery of Witches - Il manoscritto delle streghe (A Discovery of Witches) – serie TV, 25 episodi (2018-2022)
- The Offer – miniserie TV (2022)
- Dept. Q - Sezione casi irrisolti (Dept. Q) – serie TV, 9 episodi (2025)

## Doppiatori italiani
Nelle versioni in italiano delle opere in cui ha recitato, Matthew Goode è stato doppiato da:
- Gianfranco Miranda in La ragazza del dipinto, The Imitation Game, The Good Wife, Self/less, Radici, Allied - Un'ombra nascosta, L'altra metà della storia, Il club del libro e della torta di bucce di patata di Guernsey, I misteri di Pemberley, A Discovery of Witches - Il manoscritto delle streghe, Il ritratto del duca, The King's Man - Le origini, The Colour Room, The Offer, Freud - L'ultima analisi, Dept. Q - Sezione casi irrisolti
- Alberto Bognanni in Io e Beethoven, Al sur de Granada, Pressure - Trattieni il respiro , Official Secrets - Segreto di stato
- Francesco Bulckaen in Miss Marple - Un Delitto avrà luogo, Watchmen, Stoker
- Simone D'Andrea in Sguardo nel vuoto, Ritorno a Brideshead
- Alessandro Quarta in Imagine Me & You, Una proposta per dire sì
- Vittorio Guerrieri in Downton Abbey, Abigail
- Loris Loddi in Match Point
- Oreste Baldini in Amori in corsa
- Francesco De Francesco in A Single Man
- Riccardo Rossi in L'ordine naturale dei sogni
- Stefano Crescentini in Le due verità
- Ruggero Andreozzi in The Crown

Da doppiatore è stato sostituito da:
- Claudio Crisafulli in The House